# Pave Miltiades
Pave Miltiades 1. blev valgt til pave 2. juli i år 310 eller 311 og regerede til sin død 10. eller 11. januar 314. 
Miltiades var tilsyneladende afrikansk af fødsel, men man ved ikke noget om hans privatliv, heller ikke om hans race, skønt nogle dokumenter beskriver ham som værende "ikke mørkhudet". Han blev valgt efter en periode uden pave landsforvisningen af hans forgænger Eusebius og dennes modstander Heraklius.
Han kom til magten på et tidspunkt, hvor den romerske kejser Galerius på sit dødsleje havde udstedt et dekret om tolerance, der havde afsluttet forfølgelsen af de kristne. Under Miltiades'
pavedømme udstedte endvidere tetrarkerne Konstantin den Store og Licinius ediktet fra Milano, der erklærede neutralitet over for udøvelse af religion samt forkyndte tilbagelevering af kirkens ejendomme. Konstantin gav paven Lateranet som pavelig residens og sæde for den kristne ledelse.
I 313 sad Miltiades i forsædet for en Lateransynode i Rom, hvor Caecilian blev renset for anklagerne mod ham, og Donatus Magnus blev dømt som kætter (se donatisme). Miltiades blev indkaldt til Arlessynoden, som var det første møde for repræsentanter for det vestromerske riges kristne ledere, men han døde inden afholdelsen.
Miltiades blev helgenkåret efter sin død med navnedag 10. december. Selv om hans død tilsyneladende var naturlig, blev han alligevel betragtet som martyr på grund af hans tidligere lidelser under den antikristne kejser Maximian.